# Doppvärmare

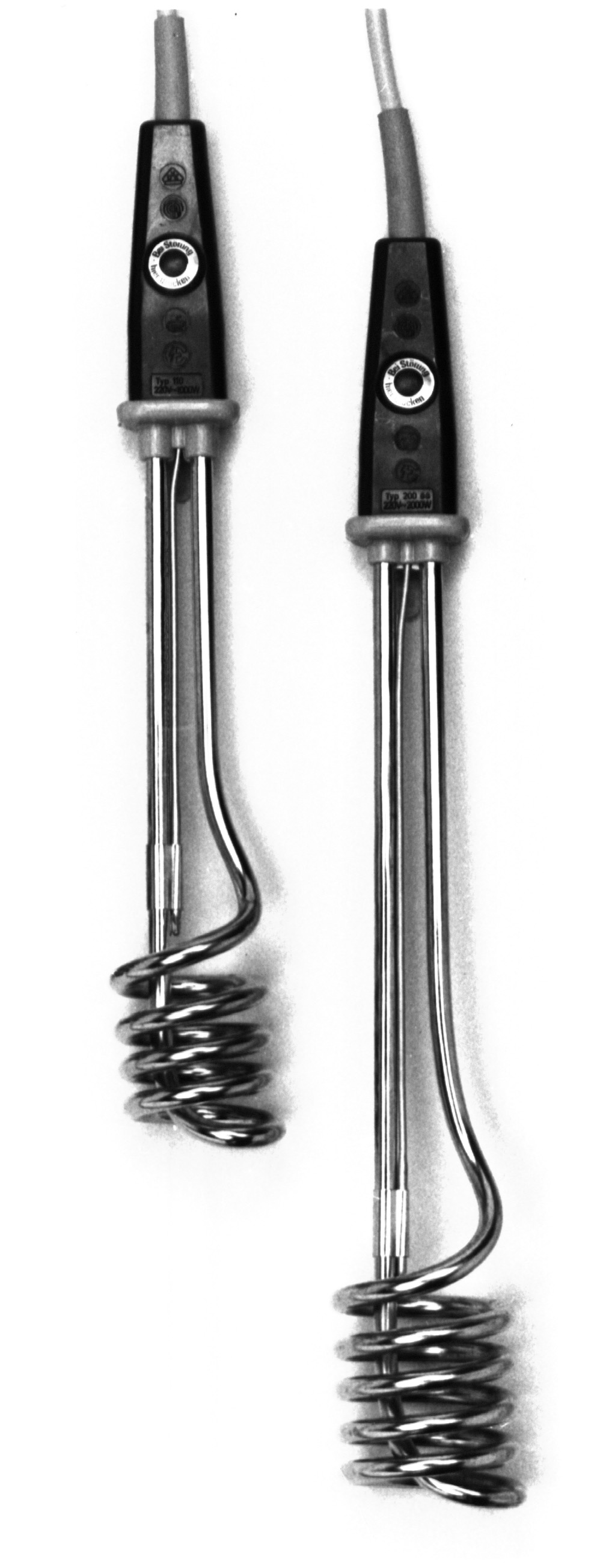

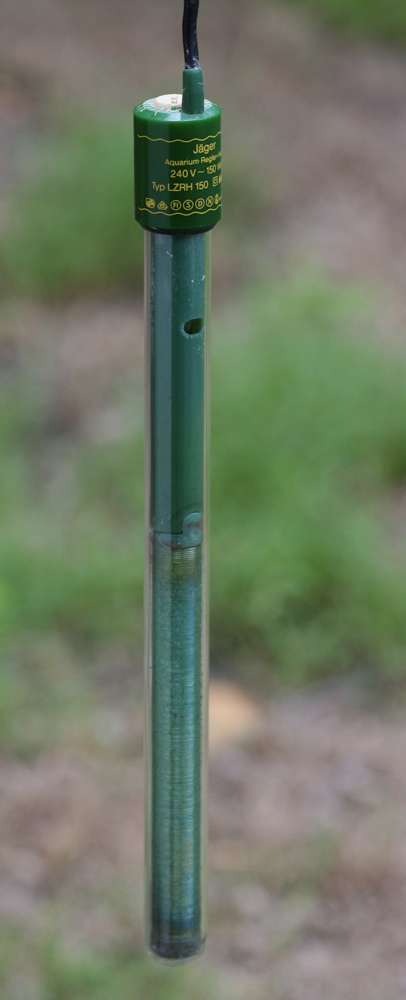
Typisk doppvärmare för akvarium

En doppvärmare är elektriskt redskap för att höja temperaturen hos vätskor. Doppvärmarens väl isolerade värmeelement placeras i vätskan och överför värme till denna.
Alltmer har doppvärmaren ersatts av exempelvis vattenkokare.
Historiskt kan ordet "doppvärmare" beläggas i svenskan sedan 1931.